# K2-58
K2-58, EPIC 206026904 — одиночная звезда в созвездии Водолея на расстоянии приблизительно 594 световых лет (около 182 парсек) от Солнца. Видимая звёздная величина звезды — +12,38m.
Вокруг звезды обращается, как минимум, три планеты.

## Характеристики
K2-58 — жёлтый карлик спектрального класса G. Масса — около 0,858 солнечной, радиус — около 0,803 солнечного, светимость — около 0,387 солнечной. Эффективная температура — около 4978 К.

## Планетная система
В 2016 году командой астрономов, работающих с фотометрическими данными в рамках проекта Kepler K2, было объявлено об открытии трёх планет: K2-58 b, K2-58 c и K2-58 d.